# 吉什德瓦尔县
吉什德瓦尔县（英語：Kishtwar district）是印度的一個縣，位於該國北部，由查谟和克什米尔負責管轄，面積2,828平方公里，識字率為58.54%，2011年人口231,037，人口密度每平方公里82人。

## 外部連結
- Kishtwar.com （页面存档备份，存于）
- Kishtwartimes.com
- List of places in Kishtwar （页面存档备份，存于）

33°18′46″N 75°46′10″E / 33.312683°N 75.769447°E